# Wicklow (stacja kolejowa)
Wicklow (ang: Wicklow railway station, irl: Stáisiún Cill Mhantáin) – stacja kolejowa w miejscowości Wicklow, w hrabstwie Wicklow, w Irlandii. Znajduje się na Dublin to Rosslare Line. 
Stacja jest zarządzana i obsługiwana przez Iarnród Éireann.

## Usługi
Główny budynek dworca znajduje się na peronie 1. Istnieje poczekalnia i toalety przy kasie. Automaty biletowe znajdują się tuż przy kasie. Poczekalnia na peronie 2 nie jest już używana. Znajduje się tutaj płatny parking na 80 pojazdów oraz parking rowerowy.

## Linie kolejowe
- Dublin to Rosslare Line